# Vratislav Mazák
Vratislav Mazák (Kutná Hora, 22 giugno 1937 – Praga, 9 settembre 1987) è stato un biologo ceco.
Si è specializzato in paleoantropologia e tassonomia, ed è stato anche un pittore, illustrando spesso i suoi libri sugli animali e sugli uomini. Era professore all'Università Carolina di Praga, facoltà di Scienze  ed inoltre ha lavorato come zoologo al Museo Nazionale di Praga. Insieme a Groves, Mazák è stato il primo a descrivere l'Homo ergaster. Ha inoltre descritto la sottospecie di tigre Panthera tigris corbetti.

## Maggiori pubblicazioni

### In Ceco
- Naši savci (1970), I Nostri Mammiferi
- Kostra velryby v Národním muzeu v Praze a krátký pohled do světa kytovců (1976), Lo scheletro della balena al Museo nazionale di Praga ed una rapida occhiata al mondo dei cetacei
- Velké kočky a gepardi (1980) - Grandi felini e ghepardi
- Jak vznikl člověk: (Sága rodu Homo) (1986), L'origine dell'Uomo - Saga dell'Homo genus, un'edizione rivista ed ampliata; con Zdeněk Burian
- Kytovci (1988), Cetacei
- Pravěký člověk (1992), L'Uomo Preistorico; con Zdeněk Burian

### In Tedesco
- Der Tiger: Panthera tigris Linnaeus, 1758 (1965)
- Die Namen der Pelztiere und ihrer Felle (1974)
- Der Tiger: Panthera tigris (1979)
- Der Urmensch und seine Vorfahren (1983)

### In Inglese
- Prehistoric Man, The Dawn of Our Species; dipinti (illustrazioni) di Zdeněk Burian, disegni dell'autore (Hamlyn 1980, tr. Margot Schierlová)